# 바닥앞뇌
바닥앞뇌(basal forebrain, BF)는 전두엽 기저 전뇌 구조의 일부에 해당하며 선조체의 앞과 아래에 위치한다. 여기에는 배쪽 기저핵(기댐핵(nucleus accumbens) 및 배쪽 창백핵(Ventral Pallidum) 포함), 대각 브로카 대(Diagonal band of Broca), 무명질(Substantia innominata) 및 중간 중격핵(medial septal nucleus,MS)이 포함된다. 이러한 주요 구조는 콜린 계열 뇌핵으로 아세틸콜린 생산에 중요하며, 이는 아세틸콜린의 생성으로 뇌 전체에 널리 퍼진다.

## 전뇌기저핵
바닥앞뇌의 주요핵인 전뇌기저핵(nucleus basalis , 앞뇌바닥핵)은 핵 기저의 출력에 중심을 둔 중추 신경계(CNS)의 주요 콜린성 출력으로 간주된다. 피질로 돌출하는 비 콜린성 뉴런의 존재는 콜린성 뉴런과 함께 작용하여 피질에서의 활동을 동적으로 조절하는 것으로 밝혀졌다.

## 같이 보기
- 망상체 활성화 시스템
- 바닥핵
- 앞뇌

## 참고 문헌
- (Histaminergic descending inputs to the mesopontine tegmentum and their role in the control of cortical activation and wakefulness in the cat; JS Lin, Y Hou, K Sakai and M Jouvet - Journal of Neuroscience 15 February 1996, 16 (4) 1523-1537; DOI: https://doi.org/10.1523/JNEUROSCI.16-04-01523.1996) https://www.jneurosci.org/content/16/4/1523
- (Sleep. 1995 Jul;18(6):478-500. Magnocellular Nuclei of the Basal Forebrain: Substrates of Sleep and Arousal Regulation; R Szymusiak, PMID: 7481420 DOI: 10.1093/sleep/18.6.478)https://pubmed.ncbi.nlm.nih.gov/7481420/